# 建設機械

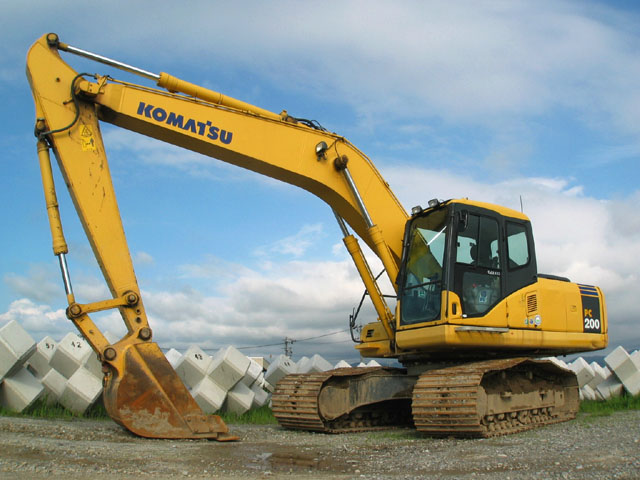
一般的な油圧ショベル（コマツ製）

建設機械（けんせつきかい、英語: construction equipment）は、土木・建築の作業（工事）に使われる機械の総称である。省略して建機（けんき）、または重機（じゅうき、heavy equipment）や土工機（どこうき。土木工事機械の略）とも呼称される。人力で施工することが困難な作業を機械化したものがほとんどである。
高度経済成長期に、高層建築物や道路整備やダム建設で、建設機械が日本のインフラストラクチャー整備に果たした実績は大きい。20世紀末から21世紀現在では、公共事業費の削減が叫ばれており、建設機械にはさらなる作業効率化の役割が求められる。
日本での建設機械需要の60%強は、レンタル機の活用に移ってきている。建設業者の経営合理化に向け、機械経費削減のために、この流れは加速している。

## 概説
一般的になじみのある建設機械には、油圧ショベル（ショベルカー）やラフテレーンクレーン（クレーン車）などがある。
世界的に見れば、近代建設機械は18世紀後半の蒸気機関の発達に端を発したと言える。産業の発達により大きく進化してきたという事実は、建設機械が産業機械の一分野であるとも言える。
最近の建設機械の一般的な姿は、第一次世界大戦の終盤に掛けてその原型が現れており、第二次世界大戦時にはブルドーザが登場し、アメリカ軍の急速な進攻に大きく寄与した。
日本では、戦時中に少数のブルドーザが小松製作所により、また「ショベル（バックホウではない）」も少数が神戸製鋼所、日立製作所などで生産されていた。戦後、復興に伴う国土の早急な再構築が叫ばれ、機械化を図る機運が建設省を中心に高まり、ブルドーザー、パワーショベル（ワイヤ式）、油圧ショベル（バックホウ）などが次々に開発、発売された。
前述のように、産業機械の一部カテゴリーと捉えた場合、特に油圧ショベルなどはある種のロボットとも言え、「掘る」作業から、「掴む、砕く」などの作業が可能な装置（アタッチメント）を取り付け、製鉄所・リサイクル業など様々な産業で活躍しており、単に建設機械とは呼べなくなってきているほど活躍の場が広がっている。また無人用と有人用があり、特殊用途として災害救助や瓦礫撤去の工作車などとしても活用され始めており、東京電力福島第一原子力発電所事故では、多くの無人・有人の建設機械が投入された。レスキューロボット参照

## 「建設機械」の範囲と言葉の定義
- 広義では全ての作業機械を指す。
- 日本建設機械化協会の狭義では一般土木工事用機械（河川・港湾・橋梁・農用地造成工事用機械を含み、ダム施工・除雪専用機械を含まない）のみを指すこともある。
- 建設機械、重機、ロボットのそれぞれの明確な言葉の定義、区別はなく、建設機械の用途が広がるに連れ、かなり重複してきている。福島第一原発に瓦礫撤去の為に投入された無人遠隔操作が可能なボブキャットは建機だが、メディアはロボットと伝えた[1]。ところがコマツなどが投入した同種の建機は、無人重機と伝えた[2]。近年、このような用語の混乱が見られ、建機、無人重機、ロボットなどの境界は薄れてきている。

## 特徴
- オペレーター（操縦者）を必要とする機械は、操縦には専門の資格が必要になる（主に労働安全衛生法に基づく、後述）。
- 小型のものは、ガソリンによる原動機を持つか電動式であることが多く、大型のものは軽油によるディーゼルエンジンを持っている。
- 運用を誤ると重大な事故につながる場合があるので、視認しやすい色（多くは明るい黄色）で塗装されている車種が多い[3]。
- 建設機械には高価な機械も少なくないので、建設機械による作業を行う会社は購入するのではなく、レンタル会社より期間借りすることが多い。特殊な作業に用いる機械の場合は、使う頻度も少ないことから、そういった例がより多くなる（日本の建機レンタル依存度は50%を超える）。
  - 注: 一般的にレンタル会社とリース会社とは混同されがちではあるが、システム的な本質は全く異なり、建設機械に関しては、レンタルのシステムを用いることが主流である。
- 同一車種の重機は、建設現場で複数人が乗り回すために、鍵が3～6種類しか存在しなかったが、近年盗難事件や犯罪への悪用が絶えないことから、電子キーやGPSによる管理システムなどが装備されだしている[4]。
- 新開発工法など用途を限定した専門性の高い機械も、新規に開発されている（工法の開発と機械の開発が直結していることが多いため、主に大手ゼネコンなどが新工法の開発に取り組んでいる）。
- 同じ目的で使用できる建設機械であっても作業現場内の距離や地理的条件、地質など施行条件によって使い分け、もしくは組み合わせて使用する。例えば土砂の運搬において短距離（70m程度以下）であればブルドーザ、ホイールローダーまたはモーターグレーダなどを選択し、それ以上の距離であればダンプトラック、パワーショベル、油圧ショベルとモータースクレイパーなど利用なども選択肢となる[5]。

## 建設機械の一覧

### 一般建設機械
- トラクター・ブルドーザー
  - トラクター、ブルドーザー、小型ドーザー、リッパドーザー、トーバートラクター、クローラートランスポーター、ホイールトランスポーター、雪上車等
- 掘削機・積み込み機
  - 油圧ショベル（ユンボ、バックホー）、伸縮ショベル、トラックショベル、パワーショベル、ドラグライン、クラムシェル、泥上掘削機、ショベルローダー、小型ショベルローダー、ショベルドーザー、小型ショベルドーザー、バケットホイールエクスカベーター、バケットチェーンエクスカベーター、解体機、油圧シーア、伸縮シーア、トラックシーア、パワーシーア、シーアローダー、小型シーアローダー、シーアドーザー、小型シーアドーザー、ホイールローダー、クローラーローダー、小型ローダー、リッパローダー、トレンチャ等
- 運搬機械
  - トラック、ダンプトラック、ホウルトラック、スクラップトラック、ごみ収集車、路面清掃車、クレーン装置付トラック、トレーラーヘッド、バラスト車、機関車、ズリ鋼車、シャトルカー、不整地運搬車（特装運搬車）、フォークローダー、フォークドーザー、総輪駆動車、ベルトコンベア等
- クレーン・荷役機械
  - クローラークレーン、トラッククレーン、ホイールクレーン（オールテレーンクレーン、ラフテレーンクレーン）[6]、タワークレーン、クレーンヘリコプター、ジブクレーン、鉄道クレーン、浮きクレーン、モーターマグネット（オールテレーンマグネット、ラフテレーンマグネット）、トラックマグネット、タワーマグネット、マグネットヘリコプター、ジブマグネット、鉄道マグネット、浮きマグネット、レッカー車、パイプレイヤ、建設用リフト、エレベータ、門型クレーン、フォークリフト、ストラドルキャリア、コンテナキャリア、トップリフタ、クランプリフト、高所作業車（リフト車）、コンクリート床仕上げロボット、玉掛け外しロボット、アンローダー等
- 基礎工事用機械
  - 杭打ち機、油圧ハンマー、伸縮ハンマー、トラックハンマー、パワーハンマー、ジャックハンマー、バイブロハンマ、モーターアックス、トラックアックス、モーターピック、トラックピック、アイスピック、モーターピッケル、トラックピッケル、ウォータージェット（ウォータージェットカッタ）、アースオーガ、アースオーガ中掘り機、モンケン、油圧式鋼管圧入引き抜き機、サンドパイル打ち機、粉体噴射攪拌機、オールケーシング掘削機、穴掘建柱車、アースドリル、リバースサーキュレーションドリル、地下連続壁施工機、泥排水処理設備（アルカリ水中和装置、汚泥吸排車（バキュームカー）含む）、グラウトポンプ、グラウトミキサ（モルタルプラント含む）、ニューマチックケーソン施工機器、深層混合処理機、高圧噴射攪拌用地盤改良機、薬液注入施工機器、深礎工用機械（ロータリー吹き付け機、切断機、水中切断機）、杭抜き機、柱抜き機等
- せん孔機械・トンネル工事用機械
  - トンネルボーリングマシン、シールドマシン、自由断面掘削機、ダウンザホールハンマ、削岩機（ハンドハンマ、レッグハンマ、ドリフタ、ピックハンマ、ベビーハンマ、リベッティングハンマ、チッピングハンマ、コーキングハンマ、スケーリングハンマ、サンドランマ、コンクリートブレーカ、大型ブレーカ）、油圧ドリル、伸縮ドリル、トラックドリル、パワードリル、タワードリル、ブラストホールドリル、ドリルジャンボ、油圧ドライバー、伸縮ドライバー、トラックドライバー、パワードライバー、タワードライバー、ブラストホールドライバー、ドライバージャンボ、グラブホッパ、グラブリフタ、トンネル施工機器、シールド工事用機器等
- グレーダ・スクレイパー・路盤用機械
  - 被けん引式グレーダ、モーターグレーダ、トラックグレーダ、グレードドーザー、グレードローダー、被けん引式スクレイパー、モータースクレイパー、トラックスクレイパー、スクレイプドーザー、スクレイプローダー、スタビライザ、ミキシングプラント、超軟弱地盤用混合機等
- 締固め機械
  - 油圧ローラー（マカダムローラ、タンデムローラ）、伸縮ローラー、パワーローラー、ロードローラー、タイヤローラ、タンピングローラ、振動ローラ、タンパ、ランマ、振動コンパクタ等
- コンクリート機械
  - コンクリートミキサ、アドヒーシブミキサ、トラックミキサ（コンクリートミキサ車、アドヒーシブミキサ車、アジテータトラック）、コンクリートポンプ、アドヒーシブポンプ、トラックポンプ（コンクリートポンプ車、アドヒーシブポンプ車）、コンクリートプレーサ、アドヒーシブプレーサ、スクリュークリート、アジテータカー、コンクリート圧砕機、アドヒーシブ圧砕機等
- 舗装機械
  - アスファルトプラント、リサイクルプラント、アスファルトフィニッシャ、アスファルトケットル、ディストリビュータ、チップスプレッダ、アスファルトクッカ、コンクリートスプレッダ、コンクリートフィニッシャ、コンクリートレベラ（コンクリート縦仕上げ機）、コンクリート簡易仕上げ機、コンクリート横取り機、振動目地切り機、コンクリートカッタ、インナーバイブレータ、アスファルトエンジンスプレーヤ、アスファルトカーバ、ジョイントシーラ、プレーサスプレッタ、スリップフォームベーパ、キュアリングマシン等
- 道路維持用機械
  - 路面ヒータ、ジョイントクリーナ、路面清掃車、ラインマーカ、溶解槽、区画線消去機、路面切削機、路上表層再生機、ガードレール清掃車、路面安全溝切削機（グルービング機）、散水車、ガードレール支柱打ち込み機、区画線施工機、床版上面増厚機、マイクロサーフェースマシン、排水性舗装機能回復機等
- 空気圧縮機・送風機
  - 空気圧縮機（コンプレッサ）、送風機（ファン）等
- ポンプ
  - 小型うず巻きポンプ、小型多段遠心ポンプ（タービンポンプ）、深井戸用水中モータポンプ、真空ポンプ、工事用水中モータポンプ（潜水ポンプ）、水中サンドポンプ（攪拌装置付工事用水中ポンプ）、スラリーポンプ等
- 電気機器
  - 変圧器（トランス）、高圧気中開閉器、キュービクル式高圧受変電設備、発動発電機等
- ウインチ
  - ウインチ、ホイスト、チェーンブロック等
- 試験測定機器
  - トラックスケール、計量器、コア採取器（コアボーリングマシン）、CBR試験器、平板載荷試験装置、グラウト流量・圧力測定装置、ガス検知器、騒音計、振動計測機器、沈下・傾斜測定機器、粉塵計、濁度計、自動測量装置、光波測定器 等
- 鋼橋・PC橋 架設用仮設備機器
  - 架設桁、ベント、門型クレーン、ホイスト、チェーンブロック、ギヤードトロリー、ウインチ、ジャッキ、油圧ポンプ、重量台車、送り出し装置、鉄塔、キャリア、サドル、バックステイ調整装置、ケーブル定着装置、ターンバックル、ロープハンガ、アンリーラー、送り出し装置、横取り装置、降下装置、トラベラクレーン、桁吊り装置、桁吊り門構え移動装置、ターンテーブル、移動支保、地覆高欄作業車等
- その他の陸上用一般建設機械
  - 路面清掃車、トラック型路面清掃車、 骨材計量器、コンクリートバケット、コンクリートバイブレータ、コンクリート破砕器、クラッシャ、バケットクラッシャ、ジョークラッシャ、インパクトクラッシャ、溶接機、溶接棒乾燥機、油圧ジャッキ、モンケン、軌条、ターンテーブル、モルタルコンクリート吹付機、コンクリート吹付機、急結剤供給装置、種子吹付機、ベントナイトミキサ、水槽、刈払機、芝刈機、電気丸のこ、油圧ソー、伸縮ソー、トラックソー、パワーソー、チェーンソー、コンターマシン、モーターレンチ、トラックレンチ、ソケットレンチ、めがねレンチ、モータースパナ、トラックスパナ、モータープライヤ、トラックプライヤ、モーターペンチ、トラックペンチ、モーターシュレッダー、トラックシュレッダー、ダンパー、ホウラー、スクラッパー、フロート、工事用信号機、工事用高圧洗浄機、薬剤散布機、集草機、ジェットヒータ、パッカー車、自走式土質改良機等

### 港湾・河川・海岸工事用機械
- 主作業船
- 付属作業船
- クレーン船
- マグネット船
- 作業船用付属設備
- 港湾工事用付属機器

### ダム工事用機械
- コンクリート生産設備
- コンクリート運搬設備
- コンクリート冷却設備
- 骨材生産設備
- セメント輸送・貯蔵設備
- 給水設備
- 公害対策設備
- その他ダム施工機械等

### 除雪機械
- 除雪車
- スノープラウ
- 除雪装置
- 除雪用アタッチメント
- 散布車

### 下水道工事用機械
- 推進工事用機械

### 地雷除去機械
- 地雷除去 - 油圧ショベル型の地雷除去機械は、樹木伐採などの前処理から爆破処理に至る一連の作業を、アタッチメント交換無しで行うことができる。

## 免許・資格
建設機械はその操作・運転に際し危険を伴うため、労働安全衛生法などで就業制限の規定が設けられている。事業主は、所定の技能講習等を受けていない者に操作・運転をさせてはならないし、労働者（作業者）はそれらの資格が無いのに運転してはならない。もし、資格を持たずに操作・運転したり、させた場合、事業主は6ヶ月以下の拘禁刑もしくは50万円以下の罰金、無資格で操作・運転した者は50万円以下の罰金に処せられる。
建設機械施工技士（技能講習や特別教育の建設機械の講習免除や講習科目の一部免除）
建設機械整備技能士（技能検定の一つで建設機械整備における名称独占資格の一つ）

### 技能講習
- フォークリフト運転技能講習（最大荷重1トン以上のフォークリフトの運転）
- ショベルローダー等運転技能講習（最大荷重1トン以上のショベルローダー又はフォークローダーの運転）
- 車両系建設機械（整地・運搬・積込み用及び掘削用）運転技能講習（機体重量3トン以上の車両系建設機械の運転）
- 車両系建設機械（解体用）運転技能講習（前同）
- 車両系建設機械（基礎工事用）運転技能講習（前同）
- 不整地運搬車運転技能講習（最大積載量1トン以上の不整地運搬車の運転）
- 高所作業車運転技能講習（作業床の高さが10メートル以上の高所作業車の運転）
- 小型移動式クレーン運転技能講習（吊上荷重1トン以上5トン未満の移動式クレーンの運転）
- 床上操作式クレーン運転技能講習（吊上荷重5トン以上のクレーン（跨線テルハを除く）の運転の業務のうち、床上で操作し、かつ、当該運転する者が荷の移動とともに移動する方式のクレーンの運転）
- 玉掛け技能講習（制限荷重1トン以上の揚貨装置又は吊上荷重1トン以上のクレーン、移動式クレーン若しくはデリックの玉掛け）

### 特別教育
吊上荷重5トン以上の移動式クレーンのように技能講習でなく免許が必要なものもある。一方、上述の括弧内の規模を下回るもの（最大荷重1トン未満のフォークリフトなど）は、技能講習より講習時間の短い「特別教育」を修了すれば操作・運転することが可能である。
- フォークリフト運転業務特別教育（最大荷重1トン未満のフォークリフトの運転）
- ショベルローダー等運転業務特別教育（最大荷重1トン未満のショベルローダー又はフォークローダーの運転）
- 車両系建設機械（整地・運搬・積込み用及び掘削用）運転業務特別教育（機体重量3トン未満の車両系建設機械の運転）
- 車両系建設機械（解体用）運転業務特別教育（前同）
- 車両系建設機械（基礎工事用）運転業務特別教育（前同）
- 不整地運搬車運転業務特別教育（最大積載量1トン未満の不整地運搬車の運転）
- 高所作業車運転業務特別教育（作業床の高さが2メートル以上10メートル未満の高所作業車の運転）
- 移動式クレーン運転業務特別教育（吊上荷重0.5トン以上1トン未満の移動式クレーンの運転）
- クレーン運転業務特別教育（吊上荷重0.5トン以上5トン未満のクレーン、吊上荷重5トン以上の跨線テルハの運転）
- 揚貨装置運転業務特別教育（制限荷重5トン未満の揚貨装置の運転）
- デリック運転業務特別教育（吊上荷重0.5トン以上5トン未満のデリックの運転）
- ローラー運転業務特別教育（全てのローラーの運転）
- 巻上機運転業務特別教育（ウィンチの操作）
- ボーリングマシン運転業務特別教育（ボーリングマシンの運転）
- 車両系建設機械（コンクリート打設用）作業装置操作業務特別教育（コンクリートポンプ車等の作業装置の操作）
- 基礎工事用機械運転業務特別教育（非自走式の基礎工事用機械の運転）
- 車両系建設機械（基礎工事用）作業装置操作業務特別教育（基礎工事用の作業装置の操作）
- 伐木等機械運転業務特別教育（全ての伐木等を行う自走式の林業機械の操作）
- 走行集材機械運転業務特別教育（全ての集材を行う自走式の林業機械の操作）
- 簡易架線集材装置等運転業務特別教育（全ての集材ウインチを架装した自走式の林業機械の操作）
- ゴンドラ取扱業務特別教育（ゴンドラの操作）
- 建設用リフト運転業務特別教育（建設用リフトの運転）
- ジャッキ式つり上げ機械の特別教育
- 軌道装置動力車運転業務特別教育（動力車及び動力により駆動される巻上げ装置で、軌条により人又は荷を運搬する用に供されるもの（鉄道営業法、鉄道事業法又は軌道法の適用を受けるものを除く）の運転）
- 機械集材装置の運転の業務に係る特別教育（機械集材装置（集材機、架線、搬器、支柱及びこれらに附属する物により構成され、動力を用いて、原木又は薪炭材を巻き上げ、かつ、空中において運搬する設備をいう）の運転）
- 研削といし取替試運転作業の特別教育(研削砥石)
- チェーンソー作業者特別教育(チェーンソー)
- 玉掛け業務特別教育（吊上荷重1トン未満のクレーン、移動式クレーン又はデリックの玉掛け）

### 労働安全衛生教育
また、新たに労働災害の原因を調べるとともに労働者の業務に対する知識や経験の不足によるものが大きな割合を占めてるので労働安全衛生法による事業を行う者に対し、安全と衛生に関する社員教育を行う義務を課している。安全衛生教育とは、この法律により行われる特別教育を含めての社員教育の総称であり、これにより、労働災害を防止することを目的としている。事業者は労働者を雇入れた時や作業内容を変更した時に安全衛生教育を行わなければならないとされている(労働安全衛生法第59条)。
- 職長安全衛生教育
- 振動工具取扱作業者安全衛生教育
- 刈払機取扱作業者安全衛生教育
- 安全衛生責任者教育
- 特定自主検査者能力向上教育
- 局排定期自主検査者養成講習

### 建設機械における免許
これらの免許により認められる業務にはそれぞれの下位資格（技能講習・特別教育）の運転・操作等が含まれる。※免許＞技能講習＞特別教育
- 揚貨装置運転士免許（制限荷重5トン以上の揚貨装置の運転）
- 移動式クレーン運転士免許（吊上荷重5トン以上の移動式クレーンの運転）
- クレーン・デリック運転士免許（吊上荷重5トン以上のクレーンとデリックの運転。クレーン限定免許、床上運転式クレーン限定免許あり）

## 建設機械製作会社

### 日本
コマツ
日本最大にして世界第2位の建設機械メーカー。フォークリフトや産業機械をグループで展開。かつては建設・電子部品・農林機器をグループで展開していた。
日立建機
日立グループ。油圧ショベルを中心とした製品が中心。グループ内でホイールローダーやフォークリフト、農業機械周辺にも展開、関連会社でも鉱山機械の鉱研工業もある。中型油圧ショベルをクボタにOEM供給している。
キャタピラージャパン
世界第1位のキャタピラー社の日本法人、三菱重工と合弁で設立したキャタピラー三菱（のちに三菱重工業の大型建設機械部門（※兵庫の製造拠点を含む）を会社分割方式で統合して新キャタピラー三菱と社名変更）が前身。
コベルコ建機
神戸製鋼所の建設機械部門が独立。2016年4月に同じ神戸製鋼所グループのコベルコクレーンを吸収合併。旧コベルコクレーンはクローラークレーンにおいて、国内シェアー約50%、世界シェアー約17%。グローバル展開に力を入れ、日米欧の移動式クレーンメーカーとしても初めて、インドに独資でクローラークレーンの専用工場を建設。
ボーマクジャパン
ドイツBOMAG社の日本法人。2010年活動休止。
三菱重工業
かつては様々なモデルを手掛けていたが、キャタピラーと合弁で設立したキャタピラー三菱に引き継がれた。そのためキャタピラージャパンのアスファルトフィニッシャは、今でもMITSUBISHIブランドである。現在はフォークリフト準大手の三菱ロジスネクスト（旧：日本輸送機）を傘下に収めて同事業を強化。
川崎重工業 → KCM
主にホイールローダーを本州中心（主に関西圏・中京圏・首都圏）で販路展開。2009年をもって分社化、翌年5月中に同業大手の日立建機と資本業務提携・第三者割当増資を締結。
KYB → カヤバシステムマシナリー
国内最大のコンクリートミキサー車メーカー。国内シェアは約80%に至る。極東開発工業にはOEM供給。インドのコンクリート建設機器メーカーを買収し、インドにも事業展開。また、子会社カヤバシステムマシナリーは自由断面掘削機などの建設機械を製造。
酒井重工業
転圧機械では日本を代表する会社。関電グループや旧三和グループと資本・取引的に関係が強い。
住友建機
住友重機械から分離独立した住友グループの建設機械大手で道路機械では国内トップ。油圧ショベルをベースとした製品に力を入れている。本体は旧会社（※下記参照）より大型クレーン以外の全事業を継承し純粋持株会社に移行し、製造・販売はそれぞれの事業子会社に一任。なお、2010年度以降は製造子会社を吸収、住友建機は事業（持株）会社へ移行した。
住友重機械建機クレーン
旧住友建機に残った大型クレーン事業で設立した旧住友重機械建機クレーンに日立建機が出資。住友重機械と日立建機の合弁事業として再出発。なお、合弁化当初は住友重機械の連結決算対象から外れていたが、その後出資比率が見直され住友主導の体制に変わった
新明和工業
元日立系。ダンプトラックやミキサー車など特装車架装の大手メーカー。航空機部品や水処理関連でも大手。
極東開発工業
ダンプトラックやコンクリートポンプなど特装車架装の大手メーカー。国内自動車メーカーの地場有力ディーラーを傘下に持つ。中小トラック用部品メーカー・日本トレクスを住友軽金属から全株式取得、子会社化。
古河機械金属
事業子会社にて建機事業を展開。
古河ロックドリルは油圧クローラドリルで国内首位、世界第3位。油圧ブレーカ・油圧圧砕機では国内大手の一角。
古河ユニックはトラック搭載型クレーン(通称：ユニッククレーン)で国内最大手。
NICHIJO（旧日本除雪機製作所）
川崎重工傘下で除雪機の代表的メーカー。
加藤製作所
クレーン、油圧ショベルが事業の大部分を占めるが、基礎工事機械や路面清掃車なども手がける。油圧ショベルは根強いユーザーが多い。
KATO HICOM（旧石川島建機→IHI建機）
加藤製作所の子会社。ミニショベル、クレーンを中心にしている。TEREX-DEMAGのクレーンも扱っている。かつてはIHIの子会社であった。
竹内製作所
ミニショベル、クローラーローダーを中心に展開。
ヤンマー建機
ヤンマーグループは農機および船舶エンジンで有名だが、油圧ショベルやホイールローダなど建設機械も手がける。建機事業子会社のヤンマー建機はヤンマーの全額出資子会社。販売は同系列のヤンマー販売に継承されている。
ロジスネクストユニキャリア
前身会社の一つであるTCM株式会社は丹羽家が発祥のフォークリフト大手で、クラーク社(米国)の技術をもとに国産第一号となるフォークリフトを製作した。戦後、日立造船や日立建機と資本・業務提携して旧日産系に急接近。2009年12月に日立建機の完全子会社となり日立グループの一員に。2013年、日産フォークリフトを吸収合併した上で商号変更したが、2016年にニチユ三菱フォークリフト傘下に入り、2017年のニチユ三菱フォークリフトとの経営統合に伴い製造は三菱ロジスネクストへ一本化され、ユニキャリアはロジスネクストユニキャリアへ商号変更され、三菱ロジスネクスト製品の販売会社となった。
タダノ
ホイールクレーン専業大手で高所作業車も手がける。ラフテレーンクレーンやオールテレーンクレーンでは日本を代表するメーカー。
クボタ
農機のイメージが強いが、小型建機(ミニバックホー)は世界最大手。かつてはクレーンも技術提携で製造実績あり。日立建機に生産を委託した油圧ショベルの販売もしている。
諸岡
ゴムクローラキャリアダンプで有名。大型ゴムクローラを世界初開発した。林業機械、環境機械、農業機械など不整地に特化した車両製造販売を行う。かつてはブルドーザ、バックホウ、トラクターも製造していた。
子会社がアメリカやドイツに存在する。
ウインブルヤマグチ
かつては自社でミニショベルを設計、製造していた。
筑水キャニコム
ネーミング大賞を受賞するなど製品名のユニークさが特徴。村の鍛冶屋から農業機械メーカーとして成長し、現在は農業用・土木建設用・林業用運搬車・草刈作業車および産業用機械の製造販売を行う。
S・K・K(柴田建機研究所)
日本車輌製造
クレーン以外にもスクレープドーザー、クローラクレーン、掘削機を製造。現在はJR東海の連結会社となり、主力の鉄道車両関連を強化中。
アイチコーポレーション
豊田織機のグループ会社。上記と同じく中京圏出身の高所作業車国内最大手。
範多機械
主に小型アスファルトフィニッシャのメーカーとして有名。除雪用機械も製造している。
北越工業
エンジンコンプレッサー、モーターコンプレッサー、高所作業車、ミニバックホーを製造している。
MB Japan
イタリアを本社に置く世界を代表する建設機械アタッチメントメーカーの日本法人。バケットクラッシャーで世界のリーダーカンパニー。
長野工業
主にミニショベル、高所作業車を製造している。
オノデラ製作所
アタッチメントの製造を行っている。

### 日本国外
- キャタピラー
- リープヘル
- テレックス社
- テレックス・ジャーマニー
- テレックス・アトラス
- テレックス・デマーグ
- デマーグ・クレーンズ&コンポーネンツ
- ゴットバルト・ポート・テクノロジー
- R&Hマイニング・イクイップメント
- JCB（JCバンフォード）
- SMCデマーグ
- デマーグ・ホールディングス
- ダイナパック
- Deere & Company
- HD現代インフラコア
- ボルボ建設機械
- スピーリング・モバイル・クレーン
- ニコラス
- ヴィルトゲングループ
- CNHグローバル
- HD現代
- 三一重工 (Sany)
- 中聯重科 (Zoomlion)

## 日本の建機レンタル会社
- レンタルシステム・レクノスグループ（東証プライム ジェコスの子会社・高所作業車のラインナップは日本国内トップクラス）
- レンタルのニッケン（ビジネスネームを用いる老舗メーカー）
- AKTIO（アクティオ）（業界第1位）
- ニシオホールディングス（業界第2位 東証プライム）
- カナモト（業界第4位 東証プライム・札証）
- キナン（橋梁点検車、高所作業車のラインナップは国内トップクラス）
- 東京レンタル
- 太陽建機レンタル
- 日立建機日本
- 金子機械（日本で初めて建機レンタルを始めた老舗業者）
- フジ建機リース（堺市にある国内最大揚程54mまで到達する高所作業車を保有する唯一のレンタル業者）
- カネコリース
- サコス
- CATRental
- 日本パイオニア
- 太陽建機レンタル
- コーエィ (KOEI)
- ニッパンレンタル (NIPPANRENTAL)
- コマツレンタル (KOMATSURENTAL)
- 蔵王リース
- 大興産業
- 南部興産
- 株式会社ヨシカワ(YDEC)
- 双葉リース
- 新日本建販 (NEW JAPAN MACHINERY)